# Acacia melvillei
Acacia melvillei är en ärtväxtart som beskrevs av Leslie Pedley. Acacia melvillei ingår i släktet akacior, och familjen ärtväxter. Inga underarter finns listade i Catalogue of Life.